# 瀬音リサ
瀬音 リサ（せおと りさ、9月5日 - ）は、元宝塚歌劇団宙組の娘役。
東京都荒川区、川村学園出身。身長163cm。愛称は「ありさ」。

## 来歴
2005年、宝塚音楽学校入学。
2007年、宝塚歌劇団に93期生として入団。入団時の成績は18番。星組公演「さくら／シークレット・ハンター」で初舞台。その後、宙組に配属。
2011年の「美しき生涯」で新人公演初ヒロイン。
2017年11月19日、朝夏まなと退団公演となる「神々の土地／クラシカル ビジュー」東京公演千秋楽をもって、宝塚歌劇団を退団。

## 宝塚歌劇団時代の主な舞台

### 初舞台
- 2007年3 - 4月、星組『さくら』『シークレット・ハンター』（宝塚大劇場のみ）

### 宙組時代
- 2007年6 - 9月、『バレンシアの熱い花』『宙 FANTASISTA!』
- 2008年2 - 5月、『黎明（れいめい）の風』『Passion 愛の旅』
- 2008年6 - 7月、『殉情（じゅんじょう）』（バウホール）
- 2008年9 - 12月、『Paradise Prince（パラダイス プリンス）』 - 新人公演：ウェンディ（本役：天咲千華）『ダンシング・フォー・ユー』
- 2009年2 - 3月、『逆転裁判 -蘇る真実-』（バウホール・日本青年館） - ネウス・インビット
- 2009年4 - 7月、『薔薇に降る雨』『Amour それは…』
- 2009年8月、『大江山花伝』 - われもこう『Apasionado!!II』（博多座）
- 2009年11 - 2010年2月、『カサブランカ』
- 2010年3月、『Je Chante（ジュ シャント）-終わりなき喝采-』（バウホール）
- 2010年5 - 8月、『TRAFALGAR（トラファルガー）』『ファンキー・サンシャイン』
- 2010年9月、『銀ちゃんの恋』（全国ツアー） - 女医
- 2010年11 - 2011年1月、『誰がために鐘は鳴る』
- 2011年3月、『ヴァレンチノ』（ドラマシティ） - アリス
- 2011年5 - 8月、『美しき生涯』 - 新人公演：茶々（本役：野々すみ花）『ルナロッサ』 新人公演初ヒロイン[4][2]
- 2011年8月、『ヴァレンチノ』（日本青年館） - アリス
- 2011年10 - 12月、『クラシコ・イタリアーノ』 - ビアンカ・ファビーノ、新人公演：パメラ・ミッソーニ（本役：純矢ちとせ）『NICE GUY!!』
- 2012年2月、『仮面のロマネスク』 - ジュリー『Apasionado!!II』（中日劇場）
- 2012年4 - 7月、『華やかなりし日々』 - ローラ・フォスター、新人公演：ジョセフィン・コーエン（本役：藤咲えり）『クライマックス』
- 2012年8 - 11月、『銀河英雄伝説@TAKARAZUKA』 - アンネローゼ（少女時代）、新人公演：ベーネミュンデ侯爵夫人（本役：美風舞良）[2]
- 2013年1月、『銀河英雄伝説@TAKARAZUKA』（博多座） - アンネローゼ（少女時代）
- 2013年3 - 6月、『モンテ・クリスト伯』 - ヴァランティーヌ、新人公演：エロイーズ（本役：純矢ちとせ）『Amour de 99!!-99年の愛-』
- 2013年7 - 8月、『the WILD Meets the WILD』（バウホール） - ジェシカ・サリンジャー[2]
- 2013年9 - 12月、『風と共に去りぬ』 - 夫人、新人公演：マミー（本役：汝鳥伶）[2]
- 2014年2月、『ロバート・キャパ 魂の記録』 - カフェの女給『シトラスの風II』（中日劇場） 初エトワール
- 2014年5 - 7月、『ベルサイユのばら-オスカル編-』 - 三女
- 2014年8 - 9月、『ベルサイユのばら-フェルゼンとマリー・アントワネット編-』（全国ツアー） - ロザリー
- 2014年11 - 2015年2月、『白夜の誓い -グスタフIII世、誇り高き王の戦い-』 - ラウラ『PHOENIX 宝塚!!-蘇る愛-』
- 2015年3 - 4月、『TOP HAT』（梅田芸術劇場・赤坂ACTシアター） - フローラ／メイド（クラーラ）／レビューガール（シンガー）
- 2015年6 - 8月、『王家に捧ぐ歌』 - 女官アウウィル
- 2015年10 - 11月、『メランコリック・ジゴロ』 - カティア『シトラスの風III』（全国ツアー）[2]
- 2016年1 - 3月、『Shakespeare〜空に満つるは、尽きせぬ言の葉〜』 - 女官『HOT EYES!!』
- 2016年5月、『王家に捧ぐ歌』（博多座） - 女官アウウィル
- 2016年7 - 10月、『エリザベート-愛と死の輪舞（ロンド）-』 - 美容師 エトワール
- 2016年11 - 12月、『バレンシアの熱い花』 - フラスキータ『HOT EYES!!』（全国ツアー）
- 2017年2 - 4月、『王妃の館-Château de la Reine-』 - アンヌ・ドートリッシュ『VIVA! FESTA!』
- 2017年6月、『パーシャルタイムトラベル 時空の果てに』（バウホール） - バルバラ／イザベル[2]
- 2017年8 - 11月、『神々の土地』 - ラッダ『クラシカル ビジュー』 退団公演[2]

### 出演イベント
- 2007年9月、『TAKARAZUKA SKY STAGE5th Anniversary Special』（コーラス）
- 2008年7月、『宝塚巴里祭2008』[5]
- 2009年5月、陽月華ミュージック・サロン『STAY GOLD』[6]
- 2010年12月、『タカラヅカスペシャル2010『FOREVER TAKARAZUKA』（コーラス）
- 2012年5月、野々すみ花ミュージック・サロン『Gift〜たからもの〜』
- 2014年4月、宝塚歌劇100周年 夢の祭典『時を奏でるスミレの花たち』（コーラス）
- 2017年9 - 10月、朝夏まなとディナーショー『LAST EYES!!』[7]

## 宝塚歌劇団退団後の主な活動
- 2018年4月、『big the Musical』（博品館劇場） - スーザン[8]